# Georges Brunel
Georges Edouard Auguste Brunel (Abbeville, 17 de setembro de 1856 – Bordeaux, 24 de julho de 1900) foi um matemático francês.
Brunel obteve em 1880 em Paris a École normale supérieure (ENS) a Agrégation e estudou então em 1880/1881 em Leipzig com Felix Klein. Em 1881 foi assistente na ENS e foi então em 1882 docente de mecânica na École des Sciences em Argel. Obteve um doutorado em 1883 na ENS, com a tese Étude sur les relations algebriques entre les fonctions hyperelliptiques de genre 3, publicada no Annales Scient, ENS 1883, e foi a partir de 1884 professor na Faculté des Sciences em Bordeaux, onde foi diretor. Sob sua direção a sociedade de pesquisas naturais foi internacionalmente reconhecida. Escreveu o artigo "Bestimmte Integrale" na Encyklopädie der mathematischen Wissenschaften e foi um pioneiro da teoria dos grafos.

## Obras
- Sur les propriétés métriques des courbes gauches dans un espace linéaire à n dimensions, Mathematische Annalen 19, 1881, S. 37–55
- Étude sur les relations algébriques entre les fonctions hyperelliptiques de genre 3, Annales scientifiques de l'École Normale Supérieure Série 2 tome 12, 1883, S. 199–260